# Fontana (Malta)
Fontana es una localidad maltesa y uno de los sesenta y ocho consejos locales que conforman el país desde 1993.

## Geografía

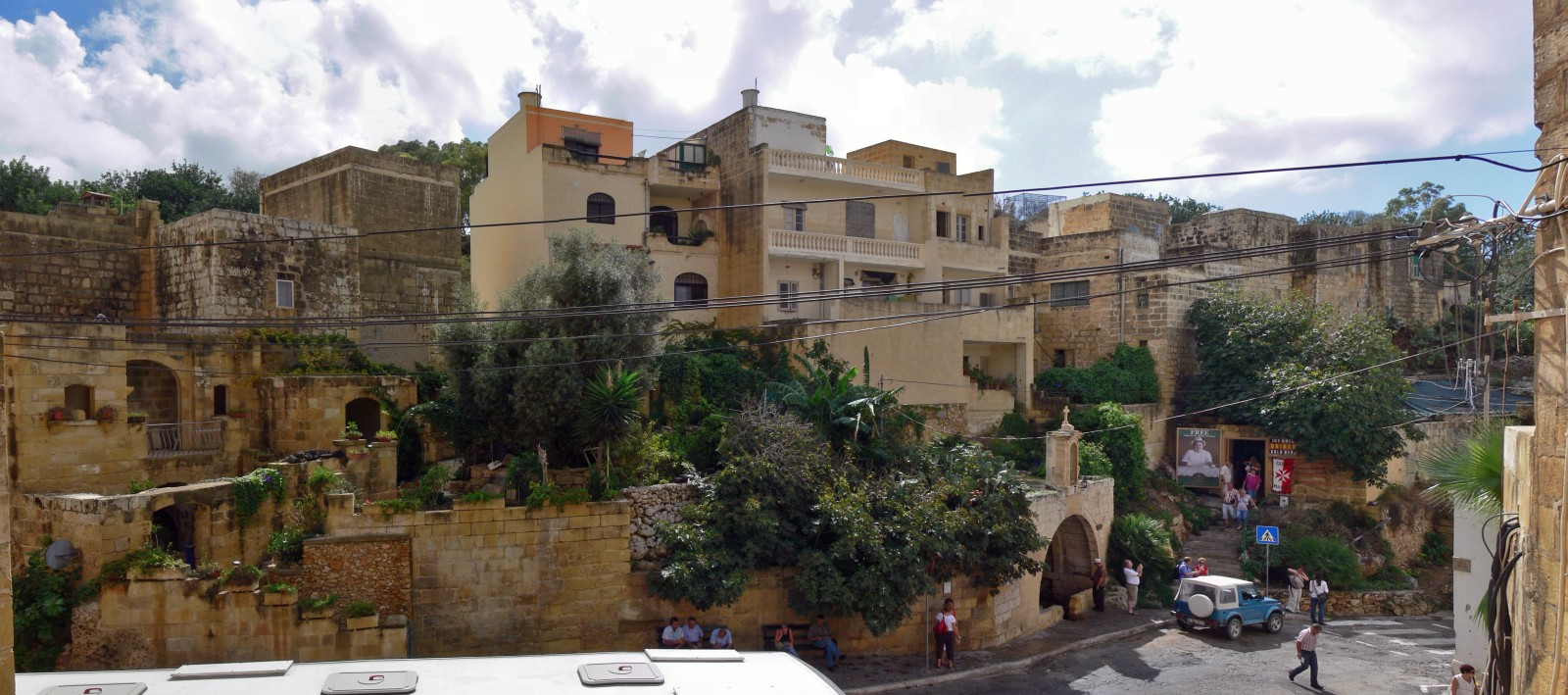
La fuente de Fontana.

La superficie de este consejo local maltés, localizado en la isla de Gozo, abarca una extensión de territorio de unos 0,5 kilómetros cuadrados. La población se encuentra compuesta por un total de 1011 personas (según las cifras que arrojaron el censo llevado a cabo en el año 2011). Mientras que su densidad poblacional es de 2,000 habitantes por cada kilómetro cuadrado aproximadamente.